# Stazione di Stoccarda Neckarpark
La stazione di Stoccarda Neckarpark (in tedesco Stuttgart Neckarpark) é una stazione S-Bahn nel distretto di Bad Cannstatt a Stoccarda (Germania).
Essa si trova nelle vicinanze della Mercedes-Benz-Arena, la Porsche-Arena e del Museo Mercedes-Benz e viene spesso utilizzata dai visitatori.